# 부산 아이파크
부산 아이파크 FC(Busan IPark Football Club)는 대한민국 부산광역시에 있는 축구단이다. HDC스포츠가 운영하는 남자 프로 축구단이며, 1979년에 창단되었다.
모체는 1979년 11월 22일에 창단된 새한자동차 실업축구단이며 1980년 10월 대우 실업축구단을 거쳐 1983년 12월 3일 대우 로얄즈 축구단으로 대한민국 프로축구단 제3호가 되면서 실업축구단에서 프로축구단으로 공식 전환하였다. 대우로얄즈는 실업축구단으로 1983년 한국프로축구 수퍼리그 원년 멤버로 참가하였다. 원년부터 강호의 모습을 보여준 대우는 대한민국의 명문 구단으로 자리잡아갔다. 특히 대한민국 최초로 아시아를 제패하였으며, K리그 최초로 통산 2,3,4회 우승을 차지하였고 1983년 프로화 이후 최초로 그 다음 해에 우승한 구단이며, 국내리그 최초로 대륙 클럽 대항전에서 전승무패우승을 최초로 달성한 팀이다. 프로축구 사상 처음으로 1986년 클럽대항전 더블을 기록했다. 1997 시즌에는 최초로 시즌 3관왕의 위업을 달성하였다. 대우 시절이 끝나고 2000년 현대산업개발의 인수 이후 성적은 점점 내려 앉기 시작했다. 그나마 대우의 유산이 남아있던 2000년대 초중반까지는 잠시나마 중흥기가 있었는데 2004년 아이콘스 시절때 구단 최초 FA컵 우승을 차지하였고 2005년 아이파크 초대시즌에는 전기리그우승 및 챔피언스리그 준결승까지 진출하는 투혼을 보여주었다. 그러나 그 이후부터 암흑기가 도래하기 시작했는데  2007 시즌에는 최초로 두 자릿수 순위로 내려앉은 해였고, 3년 연속 한 자릿수 진입에 고전하며 하위권을 전전하였으나 황선홍 감독 3년차인 2010년에 8위로 한 자리수 진입에 성공한 후 안익수 감독을 거치며 중위권에 자리잡게 되었다. 2011년에는 6강 플레이오프에 진입하는 데 성공했고, 스플릿 시스템이 도입된 2012년과 2013년에는 2년 연속 전문가들의 예상을 뒤엎고 상위 스플릿에 자리하였다. 하지만 2015 시즌을 끝으로 기업 구단으로는 처음으로 2부 리그로 강등되었다. 그러다가 2019 시즌에 삼수에 성공하여 승강PO전에서 경남을 2:0을 꺾고 K리그1로 다시 승격했으나 2020시즌 한시즌만에 다이렉트 강등되었다. 더 안타까운건 하필 그 시즌이 코로나 시즌이었으며 무관중에 리그도 축소하는 바람에 운도 없었다.
2023년에는 2군팀이자 B팀인 부산아이파크 퓨처스를 두었다.

## 역사

### 실업축구단 시절과 대우 로얄즈 초창기 (1979–1985)
부산 아이파크는 대우그룹 산하의 새한자동차(대우자동차 전신)에서 1979년 11월 22일 창단한 새한자동차 축구단이 모태이다. 1979년 10월 해체된 한국산업은행 축구단의 선수들을 주축으로 21명의 선수단을 꾸렸고, 이종환 감독이 초대 사령탑을 맡았으며 1980년 실업축구 대회에 참가하였다.
1980년 10월 대우 축구단으로 구단 명칭을 변경하여 실업축구 대회에서 활동하였으며, 이듬해인 1981년 제29회 대통령배 전국축구대회에서 준우승을 차지하였다. 1980년 12월 20일 대한민국 최초의 프로축구단인 할렐루야 축구단이 창단되었고 꼭 2년여 뒤인 1982년 12월 17일 2번째 프로축구단 유공 코끼리가 창단됨에 따라 실업축구단에 머물러 있던 대우의 프로화가 논의되기 시작하였다. 1982년 국내축구단 최초로 해외 전지훈련을 실시하였으며 유럽과 아프리카에서 약 43일을 보냈다.
1983년 한국프로축구 리그 원년에 수퍼리그에 프로축구단이 아닌 실업축구단 자격으로 참여하였다. 대우는 우승 팀인 할렐루야 축구단에 이어 리그 2위를 기록하였고 그 해 최다 관중을 동원한 팀으로 기록되었다(16경기, 34만 7895명). 당시 대우그룹은 매 홈경기때마다 자사의 자동차, VTR, 냉장고, 세탁기 등을 경품으로 내놓는 파격적인 이미지 마케팅 전략을 선보이며 당대에 회자가 되었고 덕분에 대우 홈경기는 연일 만원 행진을 벌였다. K리그 최초인 슈퍼리그 원년에 아르헨티나 출신 판초 곤잘레스 외국인코치를 선임하였다. 또한 국내 최초로 클럽시스템을 도입하고 운영하였다.
첫 시즌이 끝난 후 대우그룹의 김우중 총수는 대우 축구단을 프로화하겠다는 의지를 보여주었다. 프로화에 앞서 대우는 거제고등학교와 대우학원에 속한 아주대학교 축구부를 대우 축구단의 산하 축구단으로 삼아 어린 선수들을 자체적으로 수급할 수 있도록 제도적 장치도 마련하였다. 그러나 프로화 단계 중간에 선수 부족으로 잠시 동안 프로화를 유보하기도 하였다. 우여곡절 끝에 1983년 12월 3일 국내 프로축구단 제 3호로 프로화에 성공하여 실업축구단에서 프로축구단으로 공식 전환하였다. 프로 전환 후 1984년 축구대제전 수퍼리그에 참가하였고, 그 해 1984년 8승 4무 2패 승점 29점을 기록하며 우승을 차지하였다.

### 대우 로얄즈의 전성기 (1986–1999)
1986년, 1972년 이후 14년 동안 중단되었던 제 5회 아시안 클럽 챔피언십(AFC 챔피언스리그 엘리트의 전신)이 재개되었는데, 이 대회에 대한민국 대표로 대우 로얄즈가 출전하여 결승전에서 알 아흘리를 3-1로 꺾고 한국 축구 역사상 최초로 클럽팀이 아시아 정상에 오르는 쾌거를 달성하였다(종전 기록은 1969년 제2회 AFC 챔피언스 컵에서 중앙정보부 산하의 양지 축구단이 준우승한 기록이 전부였다). 이듬해인 1987년 2월에는 아프로 아시안 클럽 챔피언십에 아시안 클럽 챔피언십 우승 팀 자격으로 출전, 모로코의 FAR 라바트 (당시 한국 언론에는 모로코 육군팀으로 소개)를 이기고 우승을 차지하며 아시아와 아프리카를 통틀어 최강의 축구 클럽으로 자리매김하게 되었다. 같은 해 대우 로얄즈는 16승 14무 2패를 기록하여 리그 두 번째 우승 컵을 들어올리는데까지 성공하며 최전성기를 누렸다.
1988년에는 올림픽 대표로 주전 선수들이 대거 차출되면서 최하위를 기록하였다. 이듬해에 이차만 감독이 국가대표 코치로 임명되어 팀을 떠나자 동독 출신의 프랑크 엥겔을 감독 대행으로 선임하여 K리그 최초의 외국인 감독 영입이라는 기록도 세웠다. 1989년에 국내 프로구단 최초로 연간회원제를 도입하였다. 1991년 프랑크 엥겔 감독과의 재계약 실패 후 영입한 감독 또한 헝가리 대표 출신의 비츠케이 베르탈란으로 외국인 감독이었다. 그는 대우를 이끌고 17승 18무 5패를 기록하며 K리그 3번째 우승 컵을 들어올리는데 성공하였다. 비츠케이 감독이 시즌 후 재계약에 실패했지만 이 당시 세운 K리그 21경기 연속 무패 기록은 최초의 기록이었다. 1991년 K리그 최초로 프로통산 100승을 달성했다.
1996년 K리그에 완전지역연고제가 도입되자 대우는 기존의 부산 연고지를 그대로 가져가며 구단 공식 명칭을 부산 대우 로얄즈로 개명하였다. 1997년에 리그를 포함해 컵 대회인 아디다스컵과 프로스펙스컵 우승을 거머쥐게 되면서 1997 시즌 프로축구연맹이 주관하는 모든 대회를 우승하는 전관왕 대업을 달성하였다. 뿐만 아니라 프로축구 최초의 리그 4회 우승의 업적도 달성하였다. 또한 부산 최초로 팬클럽을 창설하였다. K리그 역사상 최초로 전무후무한 전방위 베스트Xl를 배출했다. 또한 프로축구팀 사상 최다연승인 7연승을 최초로 달성하였으며 K리그 역사상 최초로 영구결번제도를 도입했으며 연맹이 은퇴식을 마련하였다. 축구게임 피파2000에 클래식팀으로 K리그 및 아시아 클럽 최초로 수록하였다. 1999년 사상 첫 리그 비우승팀으로써 시즌 MVP를 배출하였다.

### 부산 아이콘스 (2000–2005), 부산 아이파크 (2005 - 현재)
1999년 IMF 구제금융 요청으로 인하여 모기업인 대우그룹이 재정난에 처하자 부산 대우 로얄즈도 매각 대상이 되었다. 2000년 2월 10일 현대산업개발에서 로얄즈 축구단을 인수하는데 성공하였는데 롯데 제일제당이 로얄즈 축구단 인수 물망에 오르기도 했다.
인수 후 구단명칭을 부산 아이콘스로 개명하였고, 팀 컬러도 파란색에서 정반대 색깔인 붉은색으로 변경하였으며 2000년 3월 7일 재창단식을 거행하고 공식 출범하였다. 모기업이 바뀐 진통 탓인지 부산 아이콘스는 부진을 거듭하였고, 6위로 시즌을 끝마쳤다. 설상가상으로 홈 구장인 구덕운동장이 보수공사에 들어가 대구, 창원 등에서 유랑하는 신세를 면치 못하였고, 관중 수도 부산 대우 로얄즈의 마지막 시즌에 비해 60% 급감하였다. 2001년 국내프로구단 최초로 코칭스쿨을 개설하였다.
2004년 초에는 서울특별시로 연고지 이전을 선언하였다. 이에 대해 팬의 분노와 배신감을 담은 글들이 인터넷에 올라오고, 구단에 대한 여론도 상당히 좋지 않았다. 여론이 좋지 않자 부산 아이콘스는 연고지 이전 철회를 시사하였고, 결정적으로 안양 LG 치타스가 FC 서울로 구단명을 변경하고 서울특별시로 연고지 이전하게 되면서 부산에 잔류하게 되었다.
2005년 2월에 열린 통영컵에서부터 구단명을 현재의 부산 아이파크 (Busan I'Park)로 변경했다. 2005년엔 전기 리그에서 우승을 차지했다.
2007년 7월, 스위스 출신의 앤디 에글리 감독이 돌연 사퇴 후 7월 18일에 후임으로 박성화 감독이 취임했으나 17일만인 8월 3일 올림픽 대표팀 감독을 맡게 되어 사퇴를 발표했다. 이에 서포터즈인 P.O.P는 이번 사태를 개탄하는 성명서를 냈다. 8월 18일 붉은악마도 이 사건을 개탄하는 성명서를 내면서 보이콧을 한다고 밝혔다. K리그 2007 시즌이 종료된 후 황선홍 전 전남 코치를 감독으로 선임하였고, 2008년 1월 20일엔 과거 부산의 프랜차이즈 스타였던 공격수 안정환을 영입하는 등 과거 인기 구단의 명성을 되찾으려 노력하는 모습을 보여 주었다. 황선홍 감독의 데뷔 시즌인 K리그 2008 시즌에선 12위를 기록했고, K리그 2009 시즌에서도 12위로 시즌을 마쳤다.
한편 K리그 2009 시즌에서는 12위에 머무르며 기대에 못미치는 성적을 거뒀으나, 2009 피스컵 코리아에선 준우승을 차지했다. 2010년, 리그에선 기대에 못미치는 성적을 거뒀지만, FA컵에서는 결승전까지 올라 대회 우승과 다음 시즌 AFC 챔피언스리그 출전권을 놓고 수원과 격돌하였으나 수원에 승리를 내주며 준우승에 머물렀다. 부산 아이파크는 눈에 띄는 성적을 내지 못한 채 계약 기간이 만료된 황선홍 감독과 재계약을 체결하지 않았으며, 황선홍 감독은 계약이 만료되자마자 포항 스틸러스의 부름을 받아 팀을 옮겼다. 부산 아이파크는 새 감독을 물색한 끝에 FC 서울의 안익수 수석코치를 후임 감독으로 선임하였다.
K리그 2011 시즌 승부조작 여파로 주축 수비수들이 이탈하는 악재 속에서도 K리그 챔피언십에 진출하며 성공적인 시즌을 마쳤다. 한편 2012년 엠블렘이 소폭 변경되었고 아이파크의 영문 철자가 I'Park에서 IPark로 변경되었다.
2012년 하계 올림픽 대표팀으로 부산 소속 선수인 김창수, 박종우, 이범영 등 3명이 발탁되어 동메달 획득에 기여했다. 올림픽 이전 한지호, 임상협 등 수려한 외모의 선수들이 화제가 되어 여성 관중들이 증가하는 추세를 보였으며 올림픽에서의 부산 소속 선수들의 활약은 관중 중 여성 팬들의 비중이 크게 늘어나는 계기가 되었다. 2012 시즌 종료 후 안익수 감독이 성남으로 떠나고 수원 삼성 블루윙즈의 감독직을 역임하였던 윤성효 감독이 팀의 새 감독으로 부임하였다. 윤성효 감독 지휘 아래 치른 첫 시즌인 2013 시즌 극적으로 상위 스플릿에 진출하고 강팀에 강한 면모를 보이며 부산을 중위권에 자리매김시켰다. 그러나 2014 시즌엔 상위 스플릿 진출에 실패하였고 최종 8위를 기록하며 기업구단 중에서는 최하위를 기록했다.
2015년 7월 13일 윤성효 감독이 성적 부진에 책임을 지고 사임하였고, 데니스 코치 감독대행 체제로 시즌을 이어가다 시즌 막바지에 최영준 감독을 팀의 정식 감독으로 선임하였다. 하지만 최영준 감독 아래에서 남은 시즌 단 1승도 거두지 못했고, 수원 FC와의 승강 플레이오프에서 1,2차전 합계 3-0으로 완패하여 K리그 챌린지로 강등되었다. 이는 기업 소유 구단 최초의 강등이자 리그 우승팀의 첫 강등이다. 시즌 종료 후 최영준 감독은 2017년 K리그 클래식 복귀를 목표로 리빌딩 의지를 천명하였다.
2016 시즌을 앞두고 최승인, 고경민, 스토야노비치 등 2015 시즌 K리그 챌린지에서 좋은 활약을 펼친 선수들과 이원영, 차영환, 김현성 등을 영입하며 공격적인 보강으로 팀의 전력을 강화해 유력 우승 팀으로 꼽혔다. 하지만 리그 중후반까지 목표한 승격권과는 거리가 먼 순위에 머무르며 기대 이하의 모습을 보였다. 34라운드에는 6위로 치고 올라가며 플레이오프 경쟁에 뛰어들었고, 결국 리그 마지막 라운드에서 서울 이랜드를 따돌리며 5위를 수성하여 플레이오프에 진출하였다. 고경민은 챌린지 역대 최단시간인 10분만에 헤트트릭을 달성했다. 2016년 11월 2일 단판으로 승격 플레이오프에선 강원 FC에 1-0으로 패배하며 시즌을 마감하였고, 최영준 감독은 승격 실패에 대한 책임을 지고 사임하였으며, 변명기 사장 억시 사임하며 광주 FC 감독 출신 최만희가 후임 사장으로 취임하였으며, 상주 상무를 구단 사상 처음으로 상위 스플릿 A에 진출시킨 조진호가 20대 감독으로 취임하였다. 또한2017시즌 리그 전경기를 구덕종합운동장에서 개최할 것으로 결정하였다.
3월 4일 성남 FC과의 리그 개막전서 1:0 승리를 거두며 기분 좋은 시작을 알렸고, 동시에 개막전에서 이정협이 골을 성공시켰으며, 이후 국가대표 차출로 출전하지 못한 부천 FC 1995와의 경기를 제외한 전 경기에서 골을 성공시키며 연속골 행진을 이어갔으며, 4월 15일 수원 FC전을 통해 리그 개막후 6경기 연속골을 기록, 아드리아노가 대전 시티즌 소속으로 세운 리그 개막 후 최다연속골 기록과 타이를 이루었으며, 4월 22일 대전 시티즌과의 경기에서 선취골을 기록해 아드리아노를 제치고 리그 개막후 최다 연속골 기록을 성립하였고, 이후에도 좋은 활약을 보이며 부산은 리그 상위권을 유지하였으며, 특히 FA컵에서는 FC 서울, 전남 드래곤즈 등의 1부리그팀들을 연달아 꺾으며 준결승에 진출하기도 하였다. 하지만 10월 8일 리그 1위 경남 FC와의 경기에서 패하면서 사실상 리그 2위를 확정지었다. 이틀뒤인 10월 10일 조진호 감독이 급성 심장마비로 45세를 일기로 별세하였다. 10월 25일 수원 삼성과의 FA컵 준결승전에서 승부차기 끝에 승리를 거두며 K리그 챌린지팀 최초로 FA컵 결승에 진출하였다.
이후 리그에서 2위를 기록하며 플레이오프에 진출, 아산 무궁화를 상대로 승리를 거두고 상주 상무와의 승강 플레이오프에 진입했다. 1차전에서는 1:0으로 패했고 2차전에서 1:0 승리를 거두며 승부차기까지 승부를 이어갔지만, 승부차기에서 고경민이 어이없게 실축하는 바람에 결국 5:4로 패하며 승격은 다음을 기약해야만 했다. 이후 FA컵에서도 1차전에서 1:2로 패하였고, 2차전에서도 득점없이 무승부에 그쳐 준우승에 머물렀다. 부산 최초로 실내 풋살구장을 개장했다.
12월 11일 최윤겸 前 대전 시티즌, 강원 FC 감독을 21대 감독으로 선임하였다. 12월 27일에는 수비수 차영환이 상주 상무에 입대하였다. 그 후, 팀의 간판 공격수인 임상협은 2018년 1월 4일자로 수원 삼성 블루윙즈로 이적하였다. 하지만, FC 서울에서 김치우를 영입하였다. 그 후, 이종민까지 영입하여 K리그2에서 3위를 기록하여 승강 플레이오프에 진출하여 서울과 결전을 벌였으나, 1차전에서 권진영의 퇴장이 빌미가 되어 1무 1패를 기록하여 또다시 K리그1 승격에 실패하였다. 그 후, 최만희 대표이사와 최윤겸 감독은 승격 실패의 책임을 통감하고 사임하였다. 이후 후임으로 조덕제 전 수원 FC 감독을 선임했고 전 감독 출신이었던 이기형 수석코치와 노상래 코치를 영입했다.
2018년 K리그2 고경민은 K리그1,2 역사상 최초로 3년연속 헤트트릭을 기록했다.
2019년 K리그 최초로 호물로가 PK로 헤트트릭을 기록하였다. 구단 유망주인 권혁규는 K리그 최초로 준프로계약을 맺었다.
2019년에는 K리그2 2위를 거쳐 K리그 승강플레이오프에서 지역 라이벌인 경남 FC에 구덕 홈 1차전에서 0대0 무승부였으나 창원 원정 2차전에서 2대0으로 승리하며 구단 첫 승격의 기쁨을 누렸다.
하지만, 2020년에는 당초 강등전력이 아니었는데도 불구하고 파이널 B에서 막판 인천 유나이티드와 성남 FC에 연패를 당하면서 두번째 강등을 당했다.
2021년 K리그 최초로 공동주장을 선임하였다.
2022년에는 창단 최악의 성적이었던 K리그2 최하위권에서 10위에 그쳤다.
2023 시즌을 앞두고 구단은 2022 시즌 도중 카를로스 페레즈 감독을 경질한 이후 팀의 수석코치였던 박진섭 전 광주 FC-FC 서울 감독을 선임하면서 리빌딩 의지를 드러냈다.
창단 45주년인 2024시즌 도중 박진섭 감독이 성적부진으로 사임하고 구단은 조성환 감독을 새로운 사령탑으로 7월에 선임했다.

### 구단 명칭 변천사
| 클럽명칭 변경                                          | 창단일 / 변경일                                                                        |
| ------------------------------------------------------ | -------------------------------------------------------------------------------------- |
| 새한자동차 축구단                                      | 1979년 11월 22일 (창단식)                                                              |
| 대우 축구단                                            | 1980년 10월                                                                            |
| 대우 로얄즈                                            | 1983년 (수퍼리그 참가로 마스코트 확정) 1983년 12월 3일 (프로축구단으로 전환)           |
| 부산 대우 로얄즈                                       | 1996년 1월                                                                             |
| 부산 아이콘스                                          | 2000년 2월 10일 (부산 대우 로얄즈 인수 확정) 2000년 3월 7일 (부산 아이콘스로 재창단식) |
| Pusan i.cons에서 Busan I'Cons로 구단명칭 영문철자 변경 | 2002년 7월                                                                             |
| 부산 아이파크                                          | 2005년 2월 21일                                                                        |
| I'Park에서 IPark로 구단명칭 영문철자 변경              | 2012년 2월 7일                                                                         |

## 선수 명단
참고: FIFA 자격 규정에 따라 소속된 국가대표팀 국기를 표시합니다. 선수는 복수의 FIFA 비회원국 국적을 가지고 있을 수 있습니다.
| 번호 | 포지션 | 국적                   | 이름                   |
| ---- | ------ | ---------------------- | ---------------------- |
| 1    | GK     |                        | 구상민                 |
| 2    | MF     |                        | 이동훈                 |
| 3    | DF     |                        | 오반석                 |
| 4    | DF     |                        | 정호근                 |
| 5    | MF     |                        | 전승민                 |
| 6    | MF     |                        | 이동수                 |
| 7    | MF     |                        | 사비에르               |
| 8    | DF     | 조선민주주의인민공화국 | 리영직 (안양에서 임대) |
| 9    | FW     |                        | 곤잘로                 |
| 10   | FW     |                        | 페신                   |
| 11   | FW     | 콜롬비아               | 빌렐로                 |
| 15   | FW     |                        | 김민기                 |
| 17   | FW     |                        | 전성진                 |
| 18   | DF     |                        | 이현규                 |
| 19   | MF     |                        | 조민호                 |

| 번호 | 포지션 | 국적 | 이름                   |
| ---- | ------ | ---- | ---------------------- |
| 20   | DF     |      | 조위제                 |
| 21   | GK     |      | 박대한                 |
| 23   | DF     |      | 박창우                 |
| 27   | FW     |      | 김현민                 |
| 29   | MF     |      | 최기윤                 |
| 30   | DF     |      | 김희승                 |
| 31   | GK     |      | 이승규                 |
| 32   | MF     |      | 윤민호                 |
| 33   | DF     |      | 홍재석 (울산에서 임대) |
| 37   | DF     |      | 김동욱                 |
| 41   | GK     |      | 김유래                 |
| 42   | FW     |      | 이현준                 |
| 45   | FW     |      | 백가온                 |
| 47   | MF     |      | 손휘                   |
| 63   | DF     |      | 김진래                 |
| 66   | MF     |      | 이수아                 |
| 77   | DF     |      | 장호익                 |
| 88   | MF     |      | 김세훈                 |

### 임대 및 군 복무 중인 선수
참고: FIFA 자격 규정에 따라 소속된 국가대표팀 국기를 표시합니다. 선수는 복수의 FIFA 비회원국 국적을 가지고 있을 수 있습니다.
| 번호 | 포지션 | 국적 | 이름                             |
| ---- | ------ | ---- | -------------------------------- |
| —    | DF     |      | 홍욱현 (김천 상무에서 군 복무중) |
| —    | DF     |      | 최예훈 (김천 상무에서 군 복무중) |
| —    | FW     |      | 김찬 (김천 상무에서 군 복무중)   |
| —    | DF     |      | 최동렬 (부산교통공사로 임대)     |
| —    | MF     |      | 임민혁 (FC 안양으로 임대)        |

## 스태프

### 코칭스태프
| 직위        | 이름   |
| ----------- | ------ |
| 감독        | 조성환 |
| 수석코치    | 오장은 |
| 코치        | 배일환 |
| 플레잉코치  | 권한진 |
| 골키퍼 코치 | 양동원 |
| 피지컬 코치 | 오지우 |

## 경영진
- 구단주 : 정몽규
- 대표이사 : 김병석
- 사무국장 :
- 전력강화실장 : 송선호
- 경영기획실장 : 송민철

## 기록과 통계

### 우승 기록

#### 국내 대회

##### 리그
- K리그1

● 우승 (4): 1984, 1987, 1991, 1997
● 준우승 (3): 1983, 1990, 1999
- K리그2

● 준우승 (3): 2017, 2019, 2023
- 전국실업축구연맹전

● 우승 (1): 1981춘계

##### 컵
- 코리아컵

● 우승 (1): 2004
● 준우승 (2): 2010, 2017
- 리그컵

● 우승 (3): 1997아, 1997프, 1998
● 준우승 (5): 1986, 1999, 2001, 2009, 2011
- 슈퍼컵

● 준우승 (1): 2005
- 전국축구선수권대회

● 우승 (2): 1989, 19901
● 준우승 (1): 1988
- 종별실내축구대회

● 준우승 (1): 1985
- 대통령배 전국축구대회

● 준우승 (1): 1981

#### 국제 대회

##### 아시아 대회
- 아시안 클럽 챔피언십 (AFC 챔피언스리그 엘리트의 전신)

● 우승 (1): 1985

##### 세계 대회
- 아프로-아시안 클럽 챔피언십

● 우승 (1): 1986

#### 친선 대회
- 구정컵

● 우승 (1): 2013
- 하와이 국제축구대회

● 우승 (1): 2012

•창 촌부리 인비테이션
● 우승 (1): 2013
- 통영컵

● 준우승 (2): 2004, 2005

### 시즌 결과
| 시즌 | 리그 | 리그 | 리그 | 리그 | 리그 | 리그 | 리그 | 리그 | 리그 | 리그 | 코리아컵 | ACLE   | 기타             |
| 시즌 | 등급 | 경기 | 승   | 무   | 패   | 득   | 실   | 차   | 승점 | 순위 | 코리아컵 | ACLE   | 기타             |
| ---- | ---- | ---- | ---- | ---- | ---- | ---- | ---- | ---- | ---- | ---- | -------- | ------ | ---------------- |
| 1983 | 1    | 16   | 6    | 7    | 3    | 21   | 14   | +7   | 19   | 2    | -        | -      | -                |
| 1984 | 1    | 28   | 17   | 6    | 5    | 47   | 23   | +24  | 59   | 1    | -        | -      | -                |
| 1985 | 1    | 21   | 9    | 7    | 5    | 22   | 16   | +6   | 25   | 3    | -        | -      | -                |
| 1986 | 1    | 20   | 10   | 2    | 8    | 26   | 24   | +2   | 22   | 4    | -        | 우승   | AACC - 우승      |
| 1987 | 1    | 32   | 16   | 14   | 2    | 41   | 20   | +21  | 46   | 1    | -        | -      | -                |
| 1988 | 1    | 24   | 8    | 5    | 11   | 28   | 30   | -2   | 21   | 5    | -        | -      | -                |
| 1989 | 1    | 40   | 14   | 14   | 12   | 44   | 44   | 0    | 42   | 3    | -        | -      | -                |
| 1990 | 1    | 30   | 12   | 11   | 7    | 30   | 25   | +5   | 35   | 2    | -        | -      | -                |
| 1991 | 1    | 30   | 17   | 18   | 5    | 49   | 32   | +17  | 52   | 1    | -        | -      | -                |
| 1992 | 1    | 30   | 7    | 14   | 9    | 26   | 33   | -7   | 28   | 5    | -        | -      | LC - 6위         |
| 1993 | 1    | 30   | 5    | 15   | 10   | 22   | 32   | -10  | 40   | 6    | -        | -      | LC - 3위         |
| 1994 | 1    | 30   | 7    | 6    | 17   | 37   | 56   | -19  | 27   | 6    | -        | -      | LC - 3위         |
| 1995 | 1    | 28   | 9    | 5    | 14   | 30   | 40   | -10  | 32   | 5    | -        | -      | LC - 3위         |
| 1996 | 1    | 32   | 9    | 9    | 14   | 45   | 51   | -6   | 36   | 6    | 8강      | -      | LC - 3위         |
| 1997 | 1    | 18   | 11   | 4    | 3    | 24   | 9    | +15  | 37   | 1    | 1R       | -      | LC(A) - 우승     |
| 1997 | 1    | 18   | 11   | 4    | 3    | 24   | 9    | +15  | 37   | 1    | 1R       | -      | LC(P) - 우승     |
| 1998 | 1    | 18   | 6    | 4    | 8    | 27   | 22   | +5   | 25   | 5    | 8강      | -      | LC(A) - 조별리그 |
| 1998 | 1    | 18   | 6    | 4    | 8    | 27   | 22   | +5   | 25   | 5    | 8강      | -      | LC(P) - 우승     |
| 1999 | 1    | 27   | 10   | 4    | 13   | 37   | 36   | +1   | 37   | 2    | 16강     | 8강    | LC(A) - 예선     |
| 1999 | 1    | 27   | 10   | 4    | 13   | 37   | 36   | +1   | 37   | 2    | 16강     | 8강    | LC(D) - 준우승   |
| 2000 | 1    | 27   | 9    | 2    | 16   | 42   | 42   | 0    | 29   | 6    | 준결승   | -      | LC(A) - 8강      |
| 2000 | 1    | 27   | 9    | 2    | 16   | 42   | 42   | 0    | 29   | 6    | 준결승   | -      | LC(D) - 조별리그 |
| 2001 | 1    | 27   | 10   | 11   | 6    | 38   | 33   | +5   | 41   | 5    | 8강      | -      | LC - 준우승      |
| 2002 | 1    | 27   | 6    | 8    | 13   | 36   | 45   | -9   | 26   | 9    | 8강      | -      | LC - 조별리그    |
| 2003 | 1    | 44   | 13   | 10   | 21   | 41   | 71   | -30  | 49   | 9    | 32강     | -      | -                |
| 2004 | 1    | 24   | 6    | 12   | 6    | 21   | 19   | +2   | 30   | 7    | 우승     | -      | LC - 13위        |
| 2005 | 1    | 24   | 7    | 7    | 10   | 28   | 31   | -3   | 28   | 10   | 32강     | 준결승 | LC - 13위        |
| 2005 | 1    | 24   | 7    | 7    | 10   | 28   | 31   | -3   | 28   | 10   | 32강     | 준결승 | SC - 준우승      |
| 2006 | 1    | 26   | 9    | 7    | 10   | 40   | 42   | -2   | 34   | 8    | 16강     | -      | LC - 10위        |
| 2007 | 1    | 26   | 4    | 8    | 14   | 20   | 39   | -19  | 20   | 13   | 8강      | -      | LC - 조별리그    |
| 2008 | 1    | 26   | 5    | 7    | 14   | 30   | 39   | -9   | 22   | 12   | 16강     | -      | LC - 6강         |
| 2009 | 1    | 28   | 7    | 8    | 13   | 36   | 42   | -6   | 29   | 12   | 16강     | -      | LC - 준우승      |
| 2010 | 1    | 28   | 8    | 9    | 11   | 36   | 37   | -1   | 33   | 8    | 준우승   | -      | LC - 8강         |
| 2011 | 1    | 30   | 13   | 7    | 10   | 49   | 43   | +6   | 46   | 6    | 8강      | -      | LC - 준우승      |
| 2012 | 1    | 44   | 13   | 14   | 17   | 40   | 51   | -11  | 53   | 7    | 32강     | -      | -                |
| 2013 | 1    | 38   | 14   | 10   | 14   | 43   | 41   | +2   | 52   | 6    | 준결승   | -      | -                |
| 2014 | 1    | 38   | 10   | 13   | 15   | 37   | 49   | -12  | 43   | 8    | 8강      | -      | -                |
| 2015 | 1    | 38   | 5    | 11   | 22   | 30   | 55   | -25  | 26   | 11↓  | 32강     | -      | -                |
| 2016 | 2    | 40   | 19   | 7    | 14   | 52   | 39   | +13  | 64   | 5    | 16강     | -      | -                |
| 2017 | 2    | 36   | 19   | 11   | 6    | 52   | 30   | +22  | 68   | 2    | 준우승   | -      | -                |
| 2018 | 2    | 36   | 14   | 14   | 8    | 53   | 35   | +18  | 56   | 3    | 16강     | -      | -                |
| 2019 | 2    | 36   | 18   | 13   | 5    | 72   | 47   | +25  | 67   | 2↑   | 3R       | -      | -                |
| 2020 | 1    | 27   | 5    | 10   | 12   | 25   | 38   | -13  | 25   | 12↓  | 8강      | -      | -                |
| 2021 | 2    | 36   | 12   | 9    | 15   | 46   | 56   | -10  | 45   | 5    | 3R       | -      | -                |
| 2022 | 2    | 40   | 9    | 9    | 22   | 35   | 52   | -18  | 36   | 10   | 3R       | -      | -                |
| 2023 | 2    | 36   | 20   | 10   | 6    | 50   | 29   | +27  | 70   | 2    | 3R       | -      | -                |
| 2024 | 2    | 36   |      |      |      |      |      |      |      |      |          | -      | -                |

1. ↑  정규리그 4위, 플레이오프 2위
2. ↑  정규리그 5위, 플레이오프 6위

## 구단 역대 인물

### 역대 선수

#### 영구 결번
참고: FIFA 자격 규정에 따라 소속된 국가대표팀 국기를 표시합니다. 선수는 복수의 FIFA 비회원국 국적을 가지고 있을 수 있습니다.
| 번호 | 포지션 | 국적 | 이름                     |
| ---- | ------ | ---- | ------------------------ |
| 12   |        |      | (서포터에게 헌정한 결번) |
| 16   | MF     |      | 김주성 (은퇴 후 명예)    |

### 역대 감독
- 취임은 공식 취임식 일자이며 취임식이 없거나 미상인 경우 공식 선임 일자를 기재한다.

| 순번 | 이름                    | 취임       | 사임       | 재임시즌                  | 비고                                                         |
| ---- | ----------------------- | ---------- | ---------- | ------------------------- | ------------------------------------------------------------ |
| 초대 | 이종환                  | 1979/11/22 | 1980/12/?? | 1980 (실업축구)           | 부산 아이파크의 전신인 새한자동차 축구단 창단 감독           |
| 1대  | 장운수                  | 1981/01/?? | 1983/10/18 | 1981–1982 (실업축구) 1983 |                                                              |
| 2대  | 조윤옥                  | 1983/10/18 | 1984/06/20 | 1984                      |                                                              |
| 3대  | 장운수                  | 1984/06/21 | 1986/12/06 | 1984–1986                 |                                                              |
| 4대  | 이차만                  | 1986/12/07 | 1989/12/?? | 1987–1989                 |                                                              |
| 대행 | 김희태                  | 1989/04/?? | 1989/12/?? | 1989                      | 이차만 감독 국가대표팀 코치 차출 기간 감독대행직 수행        |
| 5대  | 프랑크 엥겔             | 1989/12/21 | 1990/11/?? | 1990                      | K리그 최초의 외국인 감독                                     |
| 6대  | 비치케이 베르털런       | 1990/11/17 | 1991/11/15 | 1991                      |                                                              |
| 7대  | 이차만                  | 1992/01/01 | 1992/09/25 | 1992                      |                                                              |
| 대행 | 조광래                  | 1992/09/25 | 1992/12/23 | 1992                      |                                                              |
| 8대  | 조광래                  | 1992/12/24 | 1994/06/21 | 1993–1994                 | 정식 감독으로 승격                                           |
| 대행 | 정해원                  | 1994/06/21 | 1994/09/07 | 1994                      |                                                              |
| 9대  | 김희태                  | 1994/09/08 | 1995/08/03 | 1994–1995                 |                                                              |
| 대행 | 신우성                  | 1995/08/04 | 1995/12/31 | 1995                      |                                                              |
| 10대 | 드라고슬라브 셰쿨라라츠 | 1996/01/04 | 1996/07/14 | 1996                      |                                                              |
| 대행 | 김태수                  | 1996/07/15 | 1996/12/25 | 1996                      |                                                              |
| 11대 | 이차만                  | 1996/12/26 | 1999/06/09 | 1997–1999                 | 1997 3관왕 및 대우 시절 마지막 정식 감독                     |
| 대행 | 신윤기                  | 1999/06/10 | 1999/09/08 | 1999                      | 급성 백혈병으로 인한 뇌출혈로 사망(1999/09/12)               |
| 대행 | 장외룡                  | 1999/09/14 | 1999/12/17 | 1999                      | 대우 시절 마지막 지도자                                      |
| 12대 | 김호곤                  | 2000/02/23 | 2002/11/05 | 2000–2002                 | 아이콘스-아이파크 초대 사령탑                                |
| 대행 | 박경훈                  | 2002/11/05 | 2002/11/20 | 2002                      |                                                              |
| 13대 | 이안 포터필드           | 2002/11/21 | 2006/04/03 | 2003–2006                 | 아이콘스-아이파크 첫 외국인 감독 2004 대한축구협회 FA컵 우승 |
| 대행 | 김판곤                  | 2006/04/03 | 2006/08/22 | 2006                      |                                                              |
| 14대 | 앙드레 에글리           | 2006/07/25 | 2007/06/30 | 2006–2007                 |                                                              |
| 대행 | 김판곤                  | 2007/06/30 | 2007/07/17 | 2007                      |                                                              |
| 15대 | 박성화                  | 2007/07/18 | 2007/08/03 | 2007                      |                                                              |
| 대행 | 김판곤                  | 2007/08/03 | 2007/12/03 | 2007                      |                                                              |
| 16대 | 황선홍                  | 2007/12/04 | 2010/11/05 | 2008–2010                 |                                                              |
| 17대 | 안익수                  | 2010/12/15 | 2012/12/12 | 2011–2012                 |                                                              |
| 18대 | 윤성효                  | 2012/12/18 | 2015/07/13 | 2013–2015                 | 창단 첫 강등성적                                             |
| 대행 | 데니스 이와무라         | 2015/07/13 | 2015/10/07 | 2015                      |                                                              |
| 19대 | 최영준                  | 2015/10/07 | 2016/11/04 | 2015–2016                 | 창단 첫 강등감독                                             |
| 20대 | 조진호                  | 2016/12/05 | 2017/10/10 | 2017                      | 급성 심장 마비로 별세(2017/10/10)                            |
| 대행 | 이승엽                  | 2017/10/10 | 2017/12/03 | 2017                      |                                                              |
| 21대 | 최윤겸                  | 2017/12/11 | 2018/12/12 | 2018                      |                                                              |
| 22대 | 조덕제                  | 2018/12/20 | 2020/09/29 | 2019–2020                 | 창단 첫 K리그 1 승격 두번째 강등성적                         |
| 대행 | 이기형                  | 2020/09/29 | 2020/11/01 | 2020                      | 두번째 강등성적                                              |
| 23대 | 히카르두 페레스         | 2020/11/25 | 2022/05/31 | 2021–2022                 | 역대 최악성적                                                |
| 24대 | 박진섭                  | 2022/06/03 | 2024/07/08 | 2022–2024                 |                                                              |
| 대행 | 유경렬                  | 2024/07/08 | 2024/07/14 | 2024                      |                                                              |
| 25대 | 조성환                  | 2024/07/14 |            | 2024-                     |                                                              |

## 스폰서

### 킷 서플라이어
- 1983–1992: 아디다스
- 1993–1995: 에리마
- 1996–1998: 아디다스
- 1999: 휠라
- 2000–2003: 나이키
- 2004: 카파
- 2005–2006: 험멜
- 2007–2011: 휠라
- 2012–2013: 푸마
- 2014–2017: 아디다스
- 2018-2021: X ( 키카)
- 2022- 2023 : 푸마
- 2024-ing : 미즈노

### 후원
- 공식 스폰서
  - HDC, HDC현대산업개발, HDC현대EP, HDC랩스, HDC 아이파크몰, HDC아이앤콘스, HDC영창, HDC호텔, HDC현대PCE
- 용품 스폰서
  - 미즈노
- 서브 스폰서
  - 정현전기물류, 라쉬반, 부산본병원, 현대해상, 삼성웰스토리, 구포성심병원, 히어로플레이파크, 헥사에프아이씨, 효성시티병원, 온잠베개, 부산교통공사, 하이뷰안과, 이현재피부과의원, 지리산 산청샘물, 부민병원, 국제신문, 부산일보사, 올드머그 커피 & 베이커리, 부산미도어묵, 자연안에 한의원 • 한방병원, 이디헤어, 시즈노프, 부산진해경제자유구역청, 그리에이트
- 아이파크루

문컴퓨터

## 경기장
| 경기장 | 이름                 | 소유주                         | 개장년도 | 사용기간 | 사용기간 |
| 경기장 | 이름                 | 소유주                         | 개장년도 | 사용시작 | 사용종료 |
| ------ | -------------------- | ------------------------------ | -------- | -------- | -------- |
|        | 구덕종합운동장       | 부산광역시 체육시설관리사업소  | 1928년   | 1979년   | 현재     |
|        | 부산아시아드주경기장 | 부산광역시 체육시설 관리사업소 | 2001년   | 2002년   | 현재     |

### 부산아시아드주경기장
2002년부터 2015년까지 부산아이파크의 홈경기장이었다. 그 후 한동안 구덕운동장에서 홈경기가 개최되다가, 2022년부터 구덕운동장이 개보수 공사를 실시하는 관계로 다시 아시아드주경기장이 홈경기장으로 사용되었다. 당초 부산아이파크 구단은 아시아드주경기장을 2022년부터 3년간 임대하기로 되어있었으나, 2024 시즌 중반에 부산시가 내년에 열릴 전국체육대회를 위해 아시아드주경기장의 개보수를 실시하기로 하여, 부산 아이파크 구단은 홈경기장을 다시 구덕운동장으로 이동하였다. 결국 2024년 6월 29일 성남전부터 구덕운동장에서 시즌 남은 홈경기들을 개최했다.
경기장 특성상 관중석과 피치 사이의 간격이 너무 넓어 경기 관람에 애로사항이 있고 경기장의 큰 규모 때문에 관중이 적지 않게 들어와도 텅 비어보이는 현상 등을 해결하기 위해 K리그 최초로 2008 시즌부터는  동쪽과 북쪽 스탠드 방향 육상 트랙 위에 가변좌석을 설치하여 활용하고 있다.

### 구덕종합운동장
부산 아이파크 창단 이후 부산아시아드주경기장이 완공되기 전까지 홈경기장으로 사용되었으며, 이후 사용이 중단되었다가 2015년부터 다시 사용되기 시작하였으며, 2017시즌부터는 부산 아이파크 홈경기 전경기를 단독으로 개최하였다. 부산 아이파크는 그 이후로도 구덕운동장을 홈으로 쭉 사용하기 시작했으나, 2022년에는 구덕운동장의 개보수로 인해 부산아시아드주경기장을 임시 홈구장으로 사용했다.
2023년 5월말경 구덕운동장의 개보수공사가 완료되어 구덕운동장에서 홈경기가 개최되었다.
2023년 부산엑스포 유치기원 콘서트를 하는 관계로 2경기를 임시 홈구장으로 구덕운동장에서 치뤘다.
2024년 6월 29일 성남전부터 부산아시아드주경기장의 트랙 공사 및 내년 전국체육대회를 위해 개보수를 실시. 구덕에서 시즌 남은 홈경기들을 치르기로 결정했다.
좌석수는 12,349석이고 최대 약 30,000명까지 수용할 수 있다. 본부석에만 지붕이 있는 대다수의 종합경기장과 비슷한 형태를 띄고 있으며, 현재 내셔널리그 부산교통공사 축구단 역시 사용하고 있다. 바로 옆에 구덕야구장과 구덕실내체육관이 존재한다.

## 클럽하우스
클럽하우스는 부산 강서구 대저1동에 위치해 있으며, 2003년 2월 27일에 개관했다. 생활관과 2면의 천연잔디구장으로 구성되어 있다. 생활관 내에 웨이트실, 락커룸, 샤워실, 미팅룸, 휴게실, 치료실, 식당, 연습구장, 풋살경기장, 우승트로피 진열장, 체력단련실, 숙소, 의무실, 회의실 등을 갖추어 훈련 및 생활에 불편함이 없도록 되어 있다. 1층 로비를 팬들을 위한 팬존으로 구성하여 선수와 팬이 하나가 될 수 있게 했다.

## 엠블럼
부산아이파크의 엠블럼은 전통있는 유럽의 가문에서 사용되는 문장을 이용하여 명문구단으로서의 이미지를 표출하고 있다.
기존 엠블럼의 단순화시키면서 유럽스타일의 서구적인 이미지로 세련된 느낌을 살렸으며 단순하게 임팩트를 살려 디자인 되었고, 외곽의 회색 테두리는 글로벌 (GLOBAL) 시장을 표현하여 국제 무역항으로 뻗어나는 부산, 그리고 세계적 명문 구단으로 부상하는 아이파크를 의미하고 있다.
컬러는 감각과 열정, 힘과 에너지를 나타내는 레드와 이성적인 컬러인 그레이를 사용하여 축구단의 힘과 에너지를 표현하고 도전 (INNOVATION)을 추구하며 이지적인 느낌을 내타내고 있다.
부산아이파크의 엠블럼은 워드마크 'I'를 모티브로 하이 스피드와 정확성으로 자율축구와 밸런스 축구를 지향하고 있다.
로고타입은 심볼마크, 엠블럼과 함께 부산아이파크축구단을 상징하는 대표적인 상징물로서 부산아이파크 T.I.P (Team Identity Progrmam)의 핵심적인 기본요소이다.

## 마스코트
처음에는 우승이와 연승이라는 올드 잉글리쉬 쉽독이 구단을 대표하는 마스코트였으나 실종사건을 겪고 나이와 건강상의 문제로 은퇴했다.
현재는 똑디(2016~),해라(2021~) 6세가 마스코트로 활동하고 있다.

## 유니폼
사실 원년 컬러는 빨간색이었다. 파란 유니폼은 프로화인 1984년부터 도입되었다. 아디다스사의 유니폼이며 83 수퍼리그 당시엔 붉은 유니폼과 하얀색 상의에 검은색 하의의 유니폼이었다. 1984년엔 붉은색 하의도 있었다.

## 참고 문헌
- “스포츠지원포털 등록 현황”. 대한체육회.
- “KFA 통합경기정보 시스템”. 대한축구협회.
- “K리그 데이터 포털”. 한국프로축구연맹.

## 같이 보기
- 부산 아이파크 FC 퓨처스